# If You Had My Love
"If You Had My Love" je R&B pjesma američke pjevačice Jennifer Lopez. Objavljena je 11. svibnja 1999. kao prvi, ujedno i njen debitantski, singl s albuma On the 6 u izdanju diskografske kuće Epic Records.

## O pjesmi
Pjesma "If You Had My Love" je objavljena kao njen debitantski singl i ubrzo nakon objave zapilježila je veliki uspjeh na top lista singlova. U SAD-u je debitirala na broju 64 te je za nekoliko tjedana dospjela na broj 1 i tamo se zadržala pet tjedana. Pjesma je ostala zapažena po voajerskom spotu. Isti je zaradio četiri nominacije na MTV-jevim video nagradama 1995. godine.

## Popis pjesama
CD singl
1. "If You Had My Love" (remiks Pabla Floresa)
2. "If You Had My Love" (radijska verzija)
3. "If You Had My Love" (remiks Dark Child #1)
4. "If You Had My Love" (Master mix)
5. "If You Had My Love" (remiks Dark Childa #2)

Maxi CD singl
1. "If You Had My Love" (radijska verzija)
2. "If You Had My Love" (remiks Pabla Floresa)
3. "If You Had My Love" (remiks Dark Childa)
4. "If You Had My Love" (remiks Pabla Floresa)
5. "If You Had My Love" (remiks Dark Childa)
6. "No Me Ames" (Tropical remiks)

Promotivni CD singl
1. "If You Had My Love"
2. "No Me Ames" (Tropical remiks)

## Videospot
Spot za singl je snimljen 1999. godine pod redateljskom palicom Paula Huntera. Video počinje scenom kada jedan muškarac upali računalo i upiše pojam Jennifer Lopez te se pojavi link do stranice imena Jennifer Lopez online, klikne na link i put do internet stranice prikazan je nizom jedinica i nula. Na stranici je Lopez u svojem domu. On nije sam u svojim voajerističkim namjerama. On se nalazi u web-cafeu gdje jedna djevojka također gleda istu web stranicu.

## Top ljestvice
| Top liste (1999.)        | Pozicija |
| ------------------------ | -------- |
| Australija               | 1        |
| Austrija                 | 13       |
| Belgija (Valonija)       | 9        |
| Belgija (Flandrija)      | 3        |
| Nizozemska               | 1        |
| Finska                   | 1        |
| Francuska                | 4        |
| Njemačka                 | 5        |
| Novi Zeland              | 1        |
| Norveška                 | 7        |
| Švedska                  | 9        |
| Švicarska                | 5        |
| Ujedinjeno Kraljevstvo   | 4        |
| SAD Billboard Hot 100    | 1        |
| SAD Pop Songs            | 2        |
| SAD Hot Dance Club Songs | 5        |

## Certifikacije
| Država      | Certifikacija | Prodaja   |
| ----------- | ------------- | --------- |
| Australija  | platinasta    | 70.000    |
| Francuska   | zlatna        | 320.000   |
| Njemačka    | zlatna        | 150.000   |
| Novi Zeland | zlatna        | 7.500     |
| Švicarska   | zlatna        | 25.000    |
| SAD         | platinasta    | 1.000.000 |